# Andrzej Kazimierz Zawisza
Andrzej Kazimierz Zawisza Kieżgajło herbu Łabędź (zm. 23 czerwca 1678 roku) – pisarz wielki litewski w 1650 roku, starosta miński w 1638 i starosta czeczerski.
Poseł na sejm 1643 roku, sejm 1645 roku, sejm 1646 roku. Jako poseł na sejm konwokacyjny 1648 roku z województwa mińskiego był członkiem konfederacji generalnej zawiązanej 31 lipca 1648 roku. Poseł na sejm 1649/1650 roku, poseł sejmiku słonimskiego na sejm zwyczajny 1652 roku, poseł sejmiku brasławskiego na sejm 1661 roku. Członek konfederacji tyszowieckiej 1655 roku. Na sejmie 1661 roku wyznaczony z Koła Poselskiego komisarzem do zapłaty wojsku Wielkiego Księstwa Litewskiego. W 1674 roku był elektorem Jana III Sobieskiego z województwa mińskiego. Poseł na sejm koronacyjny 1676 roku.

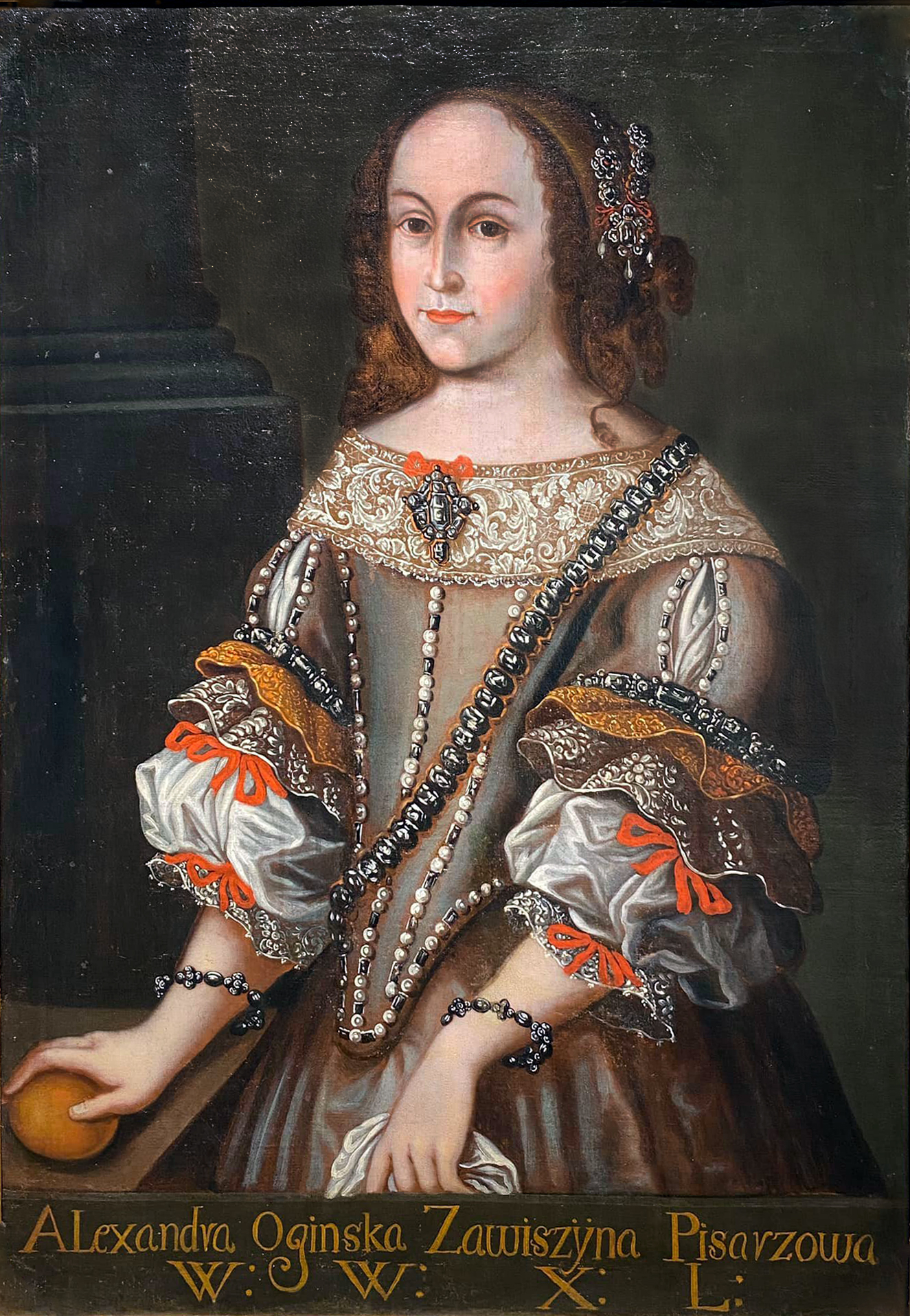
Aleksandra Ogińska żona Andrzeja Kazimierza

Syn pisarza wielkiego litewskiego, kasztelana wileńskiego Krzysztofa Kieżgajło Zawiszy i Katarzyny Konstancji z Tyszkiewiczów, córki wojewody brzeskiego Jana Eustachego Tyszkiewicza i Zofii z ks. Wiśniowieckich. Wnuk podskarbiego wielkiego litewskiego Andrzeja Zawiszy i podstolanki mścisławskiej Zoffi z Wołłowiczów.
Miał siostry: Teklę (zmarłą w mińskim klasztorze bernardynek) i Annę Konstancję, żonę Feliksa Paca, podkomorzego wielkiego litewskiego; oraz brata Jana Jerzego, rotmistrza królewskiego, starostę brasławskiego, ożenionego z Apolonią Kryszpin-Kirszensztein (córką podskarbiego wielkiego litewskiego Hieronima Kryszpina-Kirszenszteina i Anny z Młockich) - rodziców Anny Zawiszy Kieżgajło I v. za Czerniewskim IIv. za Piotrem Stanisławem hr. Tarnowskim IIIv. za Krzysztofem Benedyktem Niemirowiczem-Szczyttem, kasztelanem smoleńskim.
Poślubił Helenę Aleksandrę ks. Ogińską, córkę kasztelana trockiego Aleksandra i wojewodzianki parnawskiej Katarzyny ks. Połubińskiej. Miał z nią córkę Annę, żonę kasztelana trockiego Marcina Michała Kryszpina-Kirszenszteina (syna podskarbiego wielkiego litewskiego Hieronima Kryszpina-Kirszenszteina i Anny z Młockich) oraz synów: 
1) Jana Michała (1658–1685), starostę mińskiego, ożenionego z pędsędkówną mińską Różą Wołodkowicz  (córką Stefana i Róży z d. Slizień; siostrą stryjeczną kasztelanowej Petroneli z Wołodkowiczów Iv. za Józefem Niemirowiczem-Szczyttem, kasztelanem mścisławskim, IIv. za Szymonem Syruciem, kasztelanem witebskim); 
2) Kazimierza (1659–1684), zmarłego bezżennie
3) Krzysztofa Stanisława, wojewodę mińskiego, słynnego pamiętnikarza, ożenionego z krajczanką w. litewską Teresą Różą Tyszkiewicz.